# Coast Lake
Der Coast Lake (deutsch: Küstensee) ist einer der zahlreichen zugefrorenen kleinen Süßwasserseen am Kap Royds auf der antarktischen Ross-Insel. 
Kartografisch erfasst wurde der See durch Teilnehmer der Nimrod-Expedition (1907–1909) unter der Leitung des britischen Polarforschers Ernest Shackleton. Seinen Namen verdankt er der küstennahen Lage. 